# Sweet Country (film, 2017)
Pour les articles homonymes, voir Sweet Country.
Pour plus de détails, voir Fiche technique et Distribution.
Sweet Country est un film australien réalisé par Warwick Thornton, sorti en 2017.

## Synopsis
Dans l'Australie des années 1920, un vétéran de la Première Guerre mondiale, Harry March, rachète une ferme dans une localité reculée du Territoire du Nord. Raciste et alcoolique, il demande de l'aide auprès d'un prédicateur, Fred Smith, afin de réparer sa clôture car il ne parvient pas à le faire seul. Fred accepte à contre-cœur que son employé aborigène, Sam Kelly, aille le seconder pendant deux jours. Accompagné de sa femme Lizzie et de sa nièce, Sam s'installe ainsi pour quelques jours à proximité de la maison de Harry et l'assiste malgré les mauvais traitements de ce dernier. Alors que le fermier a des vues sur la nièce de Sam, qui est mineure, il finit par violer Lizzie, tout en menaçant de tuer Sam si elle lui parlait de cela.
Ayant renvoyé Sam et sa famille, Harry cherche à nouveau de l'aide auprès d'un autre fermier, Mick Kennedy, dont la mentalité est plus proche de celle de Harry que ne l'était celle de Fred. Méprisant lui aussi les Aborigènes, il n'hésite pas une seconde pour prêter sa propre main d'oeuvre : un vieil homme, Archie, et un jeune garçon, Philomac. Prévenu par Mick que ce dernier a une tendance à chaparder, Harry l'enchaîne à un rocher durant la nuit. Philomac parvient à se libérer et s'enfuir, ce qui enrage Harry. Avec l'aide d'Archie comme traqueur, il part à sa recherche et arrive sur la propriété de Fred. Celui-ci étant parti pour quelques jours, seuls Sam et Lizzie sont présents. Alcoolisé et en colère, Harry les accuse de cacher Philomac, qui se planque en fait non loin tout en observant la scène. Sam assure que le garçon n'est pas avec eux, mais Harry ne le croit pas et commence à tirer sur la maison. Sam s'empare lui aussi d'un fusil et, en état de légitime défense, abat Harry. Il s'enfuit rapidement dans l'outback avec sa femme.
Le sergent Fletcher se lance à sa poursuite, traquant le couple par tous les moyens nécessaires avec l'aide d'Archie comme traqueur et accompagné par trois autre hommes, dont Fred et Mick. La traque est longue et, alors qu'un homme meurt et que les autres rebroussent chemin, Fletcher continue seul ses recherches, évitant de peu de mourir de soif en traversant un espace désertique. Incapable de capturer Sam, qui s'est pourtant approché de lui pour lui donner à boire alors qu'il faisait un malaise, Fletcher finit par revenir bredouille. Mais Sam et Lizzie reviennent aussi pour se rendre car cette dernière, finalement enceinte à la suite du viol, est de plus en plus fatiguée et ne peut continuer à fuir.
Un juge, dénommé Taylor, est envoyé par les autorités pour conduire le procès de Sam, ce qui déplaît à Fletcher. Après avoir entendu et entrecoupé les témoignages, Taylor prend une décision en faveur de la légitime défense, estimant que Harry est responsable de sa propre mort. Sam est ainsi acquitté et Fred le ramène chez lui, avec sa femme et sa nièce. Les villageois n'acceptent pas le verdict et clament leur colère. Fletcher, garant du respect de la loi, accompagne le quatuor jusqu'à la sortie de la ville puis fait demi-tour. Alors que Sam se dit soulagé et heureux, un coup de feu retentit. Touché, il meurt sur le coup. Fred hurle en traitant l'assassin de « lâche ».

## Fiche technique
- Titre : Sweet Country (littéralement « Doux pays »)
- Réalisation : Warwick Thornton
- Scénario : Steven McGregor et David Tranter
- Photographie : Warwick Thornton et Dylan River
- Pays de production :  Australie
- Langues originales : anglais et langue aborigène
- Format : couleurs - 2,35:1
- Genre : drame, western
- Dates de sortie :
  - Italie : 6 septembre 2017 (Mostra de Venise)
  - Australie : 25 janvier 2018 (sortie nationale)
  - France : 15 juin 2018 (sur Netflix)

## Distribution
- Hamilton Morris : Sam Kelly
- Sam Neill (V. F. : Hervé Bellon) : Fred Smith
- Bryan Brown : Sergent Fletcher
- Thomas M. Wright : Mick Kennedy
- Matt Day (en) : le juge Taylor
- Ewen Leslie : Harry March
- Natassia Gorey-Furber : Lizzie Kelly
- Gibson John : Archie
- Anni Finsterer (en) : Nell
- Shanica Cole : Lucy
- Tremayne et Trevon Doolan : Philomac
- Luka Magdeline Cole : Olive

## Distinctions
- Mostra de Venise 2017 : Prix du jury[1].
- AACTA Awards 2018 : meilleur film, meilleur réalisateur, meilleur acteur, meilleur scénario original, meilleure photographie et meilleur montage.